# 107393 Bernacca
107393 Bernacca è un asteroide della fascia principale. Scoperto nel 2001, presenta un'orbita caratterizzata da un semiasse maggiore pari a 2,9047229 UA e da un'eccentricità di 0,0664599, inclinata di 3,30447° rispetto all'eclittica.